# Schausia mkabi
Schausia mkabi är en fjärilsart som beskrevs av Sergius G. Kiriakoff 1974. Schausia mkabi ingår i släktet Schausia och familjen nattflyn. Inga underarter finns listade.